# Cora Vaucaire
Pour les articles homonymes, voir Collin, Dax (homonymie) et Vaucaire.
Cora Vaucaire est une chanteuse interprète française née Geneviève Collin le 22 juillet 1918 à Marseille et morte le 17 septembre 2011 à Paris 15e,.
Surnommée par le journaliste Maurice Ciantar la « Dame blanche de Saint-Germain-des-Prés », elle s'est également produite à ses débuts sous le pseudonyme de Michèle Dax.

## Biographie

### Carrière
Longtemps habituée à défendre les textes de Jacques Prévert sur scène (elle est la créatrice des Feuilles mortes), elle s'est peu à peu imposée comme l'une des plus subtiles interprètes de la chanson française, faisant connaître Barbara à l'époque où celle-ci n'osait pas chanter ses propres textes (Dis, quand reviendras-tu ?, Attendez que ma joie revienne), Léo Ferré (Les Forains) ainsi que le québécois Raymond Lévesque (Quand les hommes vivront d'amour).
Défendant un répertoire sans concessions, elle reprend des chansons du Moyen Âge (La Complainte du Roy Renaud, Le Roi a fait battre tambour), crée La Complainte de la Butte dans le film French Cancan de Jean Renoir en 1955 et interprète Trois petites notes de musique dans le film Une aussi longue absence d'Henri Colpi sur un scénario de Gérard Jarlot et Marguerite Duras (Palme d'or au festival de Cannes 1961). Ce film l'oblige à sortir d'une période particulièrement sombre en lui faisant rassembler, en quelques heures, les forces qui lui restaient pour chanter avec réalisme la fameuse complainte alors que le film était déjà « bouclé » avec une autre interprète.  
Elle chante des chansons du répertoire du café-concert : Harry Fragson (Je ne peux pas), Yvette Guilbert (Quand on vous aime comme ça), et reprend Le Temps des cerises ; elle chante L'Internationale devant des usines en grève.
Accueillie au Japon dans les années 1980, elle se produisait encore dans les années 1990 dans un dépouillement au sommet de son art : à l'Olympia en 1991, au Théâtre Déjazet (Théâtre Libertaire de Paris) en 1992, au théâtre de La Comédie des Champs-Élysées en 1997 et au théâtre des Bouffes-du-Nord en 1999. Elle a également chanté au festival du Marais en 1975 et 1981. 
Il faut aussi souligner son interprétation de plusieurs autres chansons phares, telles que : Le Pont Mirabeau (poème de Guillaume Apollinaire, musique de Léo Ferré), Maintenant que la jeunesse (poème de Louis Aragon, musique de Lino Léonardi) ou L'Écharpe (paroles et musique de Maurice Fanon).

### Vie privée
Elle était l'épouse du parolier Michel Vaucaire (1904-1980).
Elle est incinérée le 22 septembre 2011 au cimetière du Père-Lachaise.

## Discographie

### Albums studio
- 1956 : Les Jardins de Paris (Pathé)
- 1956 : Chansons pour ma mélancolie (Pathé)
- 1964 : Complainte du Roy Renaud (Pathé)
- 1972 : Plaisir d'amour (Le Chant du monde)
- 1976 : Heureusement on ne s'aimait pas (Festival)

### Albums en public
- 1975 : Cora Vaucaire au Théâtre de la Ville (Productions Jacques Canetti)
- 1997 : Cora Vaucaire 97 (ou Cora Vaucaire en public, selon l'édition), enregistrement à la Comédie des Champs-Élysées
- 1999 : Cora Vaucaire aux Bouffes-du-Nord, spectacle enregistré en novembre 1999 au Théâtre des Bouffes-du-Nord à Paris (deux disques) Un enregistrement très fidèle à l'âme des « concerts-veillées » de Cora Vaucaire.

### Compilations
- 1999 : Cora Vaucaire, deux disques, réédition du catalogue Pathé par EMI Music (4 CD)
- 2005 : Cora Vaucaire, la dame blanche de Saint-Germain-des-Prés, disque EPM Musique
- De 1952 à 1961 : Les Trésors oubliés de la chanson (studio Parélies - Paris) Cora Vaucaire chante entre autres La Complainte de la Butte, issue du film French Cancan (musique de Georges van Parys) ainsi que Grégory (paroles de Michel Vaucaire, musique de Maurice Thiriet).

## Hommages
Une rue du 18e arrondissement de Paris porte son nom (rue Cora-Vaucaire) en sa mémoire, ainsi qu'à Marseille (3e arr.).

### Sources
- Entretiens sur France Culture (mai 1992).
- Émission En avant la zizique ! sur France Inter (mai 1995).

### Radio
- Le Bon Plaisir de Cora Vaucaire, France Culture, émission du 29 novembre 1997